# Pszów
Pszów (en silésien : Pšůw) est une ville (gmina) du powiat de Wodzisław, dans la voïvodie de Silésie, en Pologne.

## Géographie
Pszów est située dans la partie méridionale de la Pologne, à 13 km au sud-ouest de Rybnik, à 39 km au sud-ouest de Katowice et à 293 km au sud-ouest de Varsovie.

## Histoire
De 1818 à 1922, Pschow fait partie de l'arrondissement de Rybnik dans le district d'Oppeln au sein la province de Silésie

## Patrimoine
Pszów est réputé pour sa basilique dédiée à la Vierge Marie. Trouvant sans doute ses origines au Moyen Âge, celle-ci fut reconstruite à partir de 1652. L'édifice actuel, de style baroque, fut édifié à partir de 1743 par Frederick Karniowa de Gans.

## Culture
D'un point de vue culturel, la ville est également connue pour avoir été le berceau du groupe de rock Łzy, fondé en 1996.

## Jumelage
Pszów est jumelée avec :
- Horní Benešov (Tchéquie)